# Търновска конституция
 Тази статия е за конституцията.  За вестника с това име вижте Търновска конституция (вестник).  
Конституцията на Българското княжество, широко известна като Търновска конституция, е първата конституция на България.
Приета е на 16 април 1879 г. от Учредителното Народно събрание в Търново. 
Подписана е от 212 души (подпис поставя и Сергей Лукиянов, специален представител на княз Дондуков-Корсаков в работата на събранието и автор на проекта за конституция). Без неговото име, подписите на българските представители в оригинала на конституцията са 211 от общо 230 души. В последващото печатно издание на Конституцията се виждат подписите на 213 души.
Създадена е след конституциите на Гърция, Сърбия и Румъния, но в традицията на българските интелектуалци от освободителните борби и с участието на юристи и други българи, получили висшето си образование във водещи университети в Европа.
Проектът за конституция е създаден като първоначален проект за Органически устав за държавното устройство на Българското княжество. Изготвен е в канцеларията на Временното руско управление от Сергей Лукиянов и е съгласуван с български общественици и руска имперска комисия. Учредителното събрание, свикано на 10/23 февруари 1879 г., внася големи промени в Проекта, вкл. промяна на наименованието му. При това обсъждане се формират 2 групи – либерали (младите) и консерватори (старите), като в повечето случаи се налагат схващанията на първите.

Търновската конституция цели да закрепи юридически социално-икономическите и политическите изменения в българското общество след Освобождението през 1878 г. Съгласно член 4 „Българското царство е монархия наследствена и конституционна, с народно представителство.“ Конституцията определя функциите и компетентността на централните органи на държавна власт. Предоставят се широки пълномощия на монарха във вътрешния и международния живот на страната. С нея се прокламира министерска отговорност, депутатска неприкосновеност и общинско самоуправление.
Новаторска и прогресивна за времето си и с либерален характер, Търновската конституция утвърждава принципа на личната неприкосновеност и частната собственост като основа на производствените и обществени отношения. Закрепени са свободата на печата, правото на сдружавания и др.
От друга страна, съобразно Конституцията си Българското княжество се определя като конституционна монархия, а не като парламентарна монархия – властта на монарха е вкарана в рамки, но той има водеща роля. Той е титуляр и на законодателната (съвместно с Народното събрание), и на изпълнителната власт (сам назначава министрите – чл. 152), а съдебната действа пак от негово име – принципът за разделение на властите не е последователно проведен. Няма глава за съдебната власт (като гаранция за правова държава), няма контрол за съответствие на законите с конституцията (чл. 49). Жителите на държавата се наричат „поданици“ (на монарха).
С измененията на Търновската конституция от 1893 г. и 1911 г. се намаляват правата на Народното събрание и се засилва монархическата власт. След обявяване на независимостта на Княжество България през 1908 година и последвалото дипломатическо признаване от страна на другите държави на този акт, с изменението на Търновската конституция през 1911 година думите „княжество“, „княз“ и производните им са заменени с „царство“, „цар“ и производните им. След тези изменения Търновската конституция става широко известна като „Сребърната конституция“. Текстът на конституцията и подписите на депутатите са разположени върху 48 листа, украсени с винетка, останалите листа са празни. Корицата на книжното тяло е от кожа, лицевата страна е покрита с плътен сребърен обков, с флорални мотиви, вградени са 25 броя скъпоценни камъни с различна големина и цвят – бели рубини, зелени изумруди и червени рубини. Освен това, поправката от 1911 г. на чл. 17 дава право на монарха и правителството да сключват тайни договори без съгласието на Народното събрание.
Конституционно установеният ред в Княжество България е многократно потъпкван. През 1881 г. Конституцията е временно суспендирана (спряна), през 1923 г. е извършен военен преврат, а след 19 май 1934 г. дълги години държавата се управлява с наредби-закони при фактически суспендирана конституция.
Дошлото на власт след Деветосептемврийския преврат от 1944 година правителство на Отечествения фронт обявява намерението си да възстанови Търновската конституция, но това не е реализирано.
На 4 декември 1947 г. Конституцията на Българското княжество е заменена с Конституция на Народна република България.

## Книжно тяло

### Ръкописен оригинал
Ръкописният текст на Търновската конституция се съхранява в Централен държавен архив в София от 1953 г. [ЦДА, ф. 173К, оп. 6, а.е. 3116]. 
Размерите на книжното тяло на Конституцията са 34/22 cm, теглото е 0,8 kg. Корицата е изработена с червена кожена подвързия, украсена с флорални мотиви от черен лак. На лицевата страна е поставен пластичен позлатен надпис „Конституция на българското княжество“ и „Конституция княжества болгарскаго“. В долната част има надпис: „Търново 1879 г. 16 д. април“. В средата на корицата е поставен пластичен позлатен герб на българската държава, като в дясната му половина върху драперията е добавен фирменият знак на гравьорското ателие и с малки букви е врязан пояснителен текст „macher“, който в превод от немски на български език означава „изпълнител“. Гърбовете на кориците са обшити с бял копринен плат. Листовете с текста са зашити и по дължината е прокарана червена копринена лента. 
На последната страница с подписите, която е частично запълнена, ясно се вижда водния знак на производителя на хартията - "ORIGINAL TURKEYMILL KENT". Turkey Mill е бил един от най-големите производители на хартия в Англия по него време.
Текстът е разположен в две колони на български и руски език, изписан с черно мастило. На първата страница е написано: „Ръкописалъ Плевенский Депутатъ Георгий Яковлевичъ Кирковъ“. 
В Дневник XXVI от заседанието на 14 април 1879 г. е записано: „Предложи са на г. Кирков да препише Конституцията“

### Печатни издания
През 1879 г. в „Типографията“ на Любен Каравелов и Нестор Жейнов в Търново са отпечатани материалите от Учредителното събрание. Това е един том от 145 страници, формат 20,5 см/27,5 см със заглавие „Народно събрание“. Към този том е прибавен и първият български законодателен документ. 
Търновската конституция се отпечатва и в отделно издание, в две колони – на руски и български език, в малък формат 12,5 см/18,5 см.

## Други
На Търновската конституция е наречена улица в кварталите „Надежда II“ и „Надежда IV“ в София (Карта).